# Світова Федерація Українських Лемківських Об'єднань
Світова Федерація Українських Лемківських Об'єднань — міжнародна неурядова організація, яка об'єднує українські лемківські організації України, США, Канади, Польщі, Словаччини, Сербії і Хорватії.
Суб'єктами СФУЛО є Всеукраїнське товариство "Лемківщина" (ВУТЛ), Організація Оборони Лемківщини в США (OOL), Об'єднання лемків Канади (OLK), Об'єднання Лемків в Польщі (OLP), Союз русинів-українців Словацької Республіки, Союз русинів-українців Сербії і Союз русинів і українців Республіки Хорватія.

## Історія
У 1932 р. при товаристві «Просвіта» у Львові повстала спеціальна Лемківська Комісія, завданням якої було нав'язати зв'язки з лемківською громадою в Америці та зацікавити її долею Лемківщини. Організоване життя лемків у Західній діаспорі почалося із 13-особового «Комітету Оборони Лемків», створеного 3 жовтня 1933 р. в Нью-Йорку. Відтак Комітет 4 серпня 1935 р. започаткував Організацію Оборони Лемківщини (скор. ООЛ) — світову спільноту лемків.
Перший лемківський з'їзд відбувся 6 червня 1936 р. у Філядельфії. У 1973 р. з ініціативи ООЛ у США створена СФЛ. До її складу також увійшло Об'єднання Лемків Канади (створ. 24.03.1973 р.). У 1979 р. створена Фундація Дослідження Лемківщини (скор. ФДЛ) в США. 7 листопада 1981 р. в м. Стемфорд (США) відкрито Український Лемківський Музей.
У 1997 р. СФЛ перейменована на Світову Федерацію Українських Лемківських Об'єднань (скор. СФУЛО). Федерація об'єднує автохтонних лемків-русинів-українців Польщі, України, Словаччини, а також вихідців із Лемківщини в Хорватії, Сербії, США і Канаді.

### Конгреси
- I-й Конґрес СФЛ (8-10 жовтня 1993 р.)

Головою Управи було обрано проф. Івана Гвозду зі США. До складу Управи також увійшли Володимир Кікта (США), Василь Шлянта (Об’єднання Лемків Польщі), Марія Дупляк (Організація Оборони Лемківщини), Іван Оленич (Об’єднання Лемків Канади), Павло Богдан (Союз Русинів-Українців Словаччини), Мирослав Кіш (Союз Русинів-Українців Хорватії), Іван Щерба (Україна), Степан Криницький (Україна).
- II-й Конґрес СФЛ (8-10 серпня 1997 р.)

Проходив у Львові в актовому залі Державного університету "Львівська Політехніка". Під час цього Конґресу змінена дотеперішня назва "Світова Федерація Лемків" на "Світова Федерація Українських Лемківських Об’єднань".
Головою СФУЛО обраний Теодозій Старак (перший посол України в Польщі) зі Львова, а почесним головою – проф. Іван Гвозда. Заступниками голови стали Марія Дупляк (США) і Олександр Маслей (Польща). Головою Контрольної комісії обрано Юліяна Френчка, а скарбником - Володимира Ардана. У 1999 р. Т.Старак подав заяву з проханням звільнити його від обов’язків голови СФУЛО за станом здоров’я. Керівництво СФУЛО перебрав на себе відповідальний секретар проф. Іван Щерба.
- III-й Конґрес СФУЛО (17-19 травня 2002 р.)

Відбувся у Києві в Українському Домі та "Експоцентрі України". Участь у Конґресі брало 42 делегати із шести країн. До СФУЛО вступив Союз Русинів Хорватії та Югославії.
Головою СФУЛО обрано проф. Івана Щербу зі Львова. Заступниками голови стали Марія Дупляк – на Америку і Стефан Гладик – на Європу. Відповідальним секретарем обрана Стелла Миронченко (Київ). На пропозицію Номінаційної комісії обрано 28 членів Президії СФУЛО (крім голови і двох заступників) та сім членів Контрольної Комісії. Головою Контрольної комісії залишився Юліан Френчко (Україна), скарбником – Володимир Ардан (Україна).
- IV-й Конґрес СФУЛО (4-6 травня 2007 р.)

Проходив у Львові у Західному Науковому Центрі у часі вшанування 60-ї річниці акції "Вісла". Участь у Конґресі брало 72 делегати зі семи країн та близько 400 гостей.
Головою СФУЛО обрано Володимира Ропецького зі Львова. Заступниками голови стали Марія Дупляк – на Америку, Стефан Клапик – на Європу. Членом Президії і відповідальним секретарем обрано доц. Ігоря Дуду (Тернопіль), фінансовим референтом – Івана Філя (США). Членами Президії СФУЛО на наступний термін було обрано по п'ять кандидатур від кожного з семи суб’єктів Федерації і по одній – в Контрольну комісію. У 2011 р. Ропецький склав зі себе повноваження Голови СФУЛО і передав їх Стефанові Клапику (Польща), проте Президія доручила виконувати обов'язки Голови СФУЛО до наступного конґресу Івану Лабі (Словаччина).
- V-й Конґрес СФУЛО (12-13 травня 2012 р.)

Відбувся у м. Горлиці (Польща) у рамках відзначення 65-роковин акції "Вісла". Участь у Конґресі брало 46 делегатів зі шести країн. Члени Президії остаточно визначилися з назвою керівного органу СФУЛО як "Президія", а вибори Голови СФУЛО - проводити на Конґресі.
Головою СФУЛО обрано Софію Федину зі Львова. Заступниками Голови стали Адам Стець (Канада) на Америку і Стефан Гладик (Польща) на Європу. Відповідальним секретарем обрано Степана Криницького (Україна), головою Контрольної Комісії – Ігор Дуда (Україна).
- VI-й Конґрес СФУЛО (24-26 серпня 2017 р.)

Відбувся у Львові у сесійній залі Львівської обласної ради у рамках відзначення 70-х роковин акції "Вісла".
Головою СФУЛО обрано Ярославу Галик з м. Яремче (Україна). Заступник голови на американський континент — Марко Гованський (США). Відповідальним секретарем обрано Василя Мулесу (Україна), головою Контрольної комісії - Ігоря Дуду (Україна).

## Мета діяльності
Програмною метою Федерації є етнічне відродження Лемківщини, збереження, розвиток і популяризація самобутньої духовної і матеріальної історії та культури лемків — етнографічної групи українського народу, на теренах історичної Батьківщини і в країнах їх проживання.

## Президія
- Голова — Ярослава Галик (Україна)[1]
- Заступник голови на американський континент — Марко Гованський (США)
- Секретар — Василь Мулеса (Україна)
- Члени: Андрій Ротко (Канада), Максим Маслей (Канада), Василь Шлянта (Польща), Наталія Гладик (Польща), Софія Федина (Україна), Степан Майкович (Україна), Андрій Хомик (США), Михайло Хомик (США), Петро Сокол (Словаччина), Павло Богдан (Словаччина), Богдан Виславски (Сербія), Велимир Паплацко (Сербія), Рашлянін Дубравка (Хорватія).

- Контрольна комісія: Ігор Дуда (Україна) — голова, Віктор Бандурчин (Словаччина), Богдан Кікта (США), Славко Микитишин (Сербія), Анна Банас (Польща), Андрій Сподарек (Канада).

## Друковані органи
Лемківську пресу в еміґрації започаткував часопис «Лемківщина» у Нью-Йорку (1922-28 рр.). Відтак його продовжували: місячник «Лемківський Дзвін» у Філядельфії (1936-39 рр., ред. Михайло Дудра), двотижневик «Лемківщина» у Торонто (1949-53 рр., ред. Юліян Тарнович), місячник «Лемківські Вісті» у Торонто (1958-79 рр., ред. С.Женецький), місячник «Лемковина» у Йонкерсі (1971-81 рр., ред. С.Кичура).
Від 1974 р. у Торонто (Канада) виходять «Аннали Світової Федерації Лемків» (згодом — «Аннали Лемківщини»), редактор яких проф. Іван Гвозда.
Від 1979 р в Кліфтоні (США) виходить журнал-квартальник Організації Оборони Лемківщини в Америці (ред. У.Любович, О.Питляр, П.Матіяшек, М.Дупляк), який став спадкоємцем «Лемківських Вістей».
Сьогодні офіційним виданням організації є Вісник Світової Федерації Українських Лемківських Об'єднань .